# Centro Olímpico de Hóquei

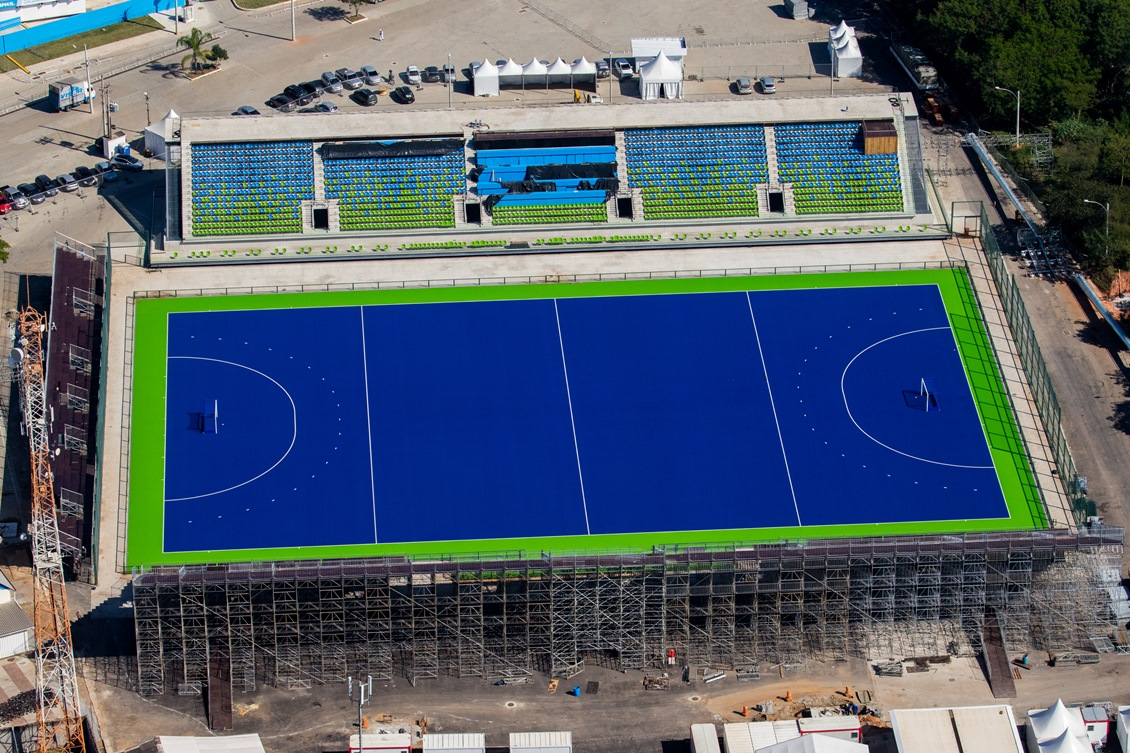
Een speelveld van het Centro Olímpico de Hóquei

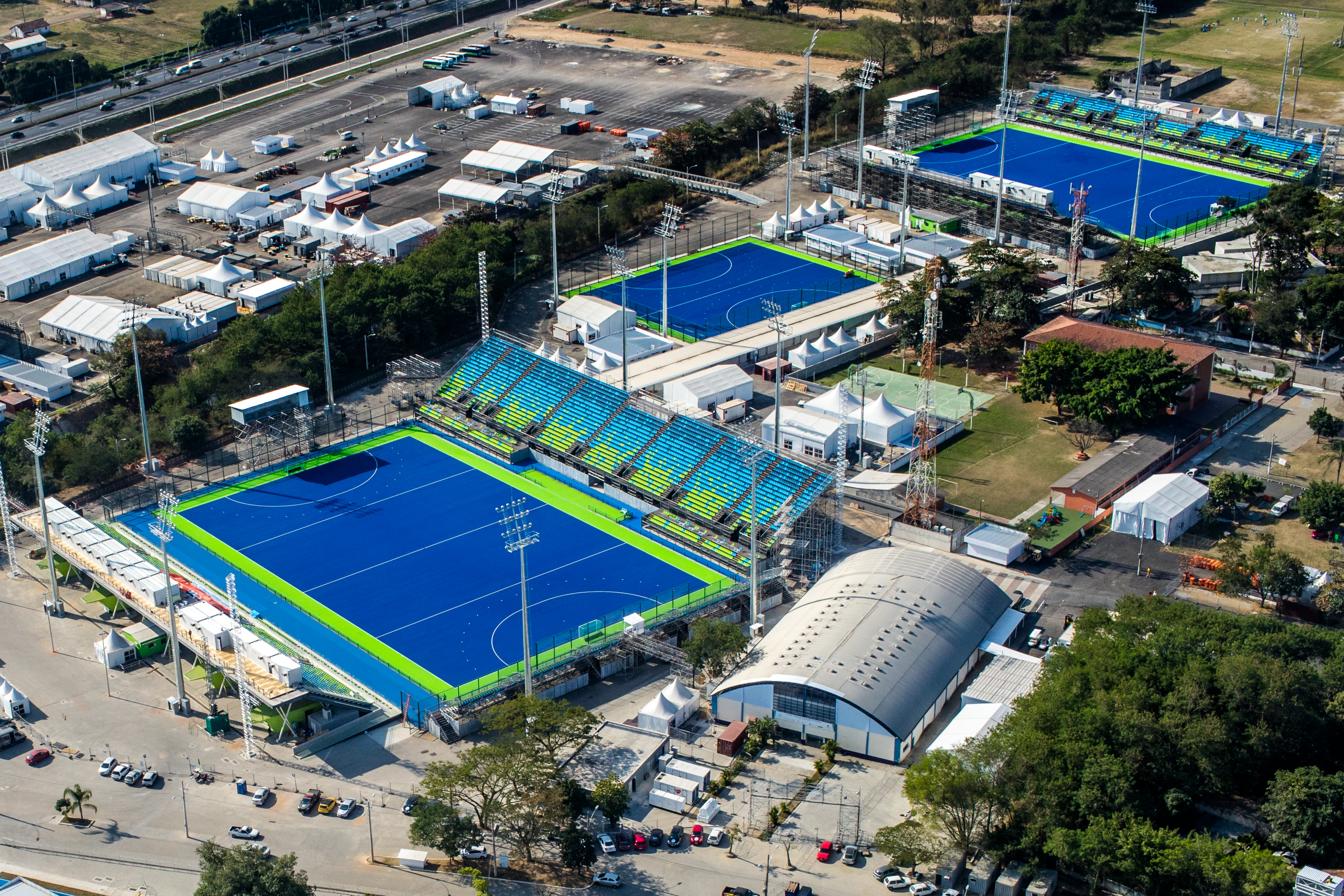
Het Centro Olímpico de Hóquei

Het Centro Olímpico de Hóquei zijn hockeyterreinen in Rio de Janeiro. In 2016 wordt het centrum voor de Olympische Zomerspelen 2016 en Paralympische Zomerspelen 2016 gebruikt.
De velden liggen in het noordwesten van de stad, in de wijk Deodoro. In het centrum staat Hockey op de Olympische Zomerspelen 2016 geprogrammeerd. Tijdens de Paralympische Zomerspelen 2016 staat Blindenvoetbal en CP-voetbal op de Paralympische Zomerspelen geprogrammeerd. Er is zitplaats voor 7.800 toeschouwers op het hoofdveld en 4.100 toeschouwers op het tweede veld. Een derde veld is een oefenveld.
Alle drie de watervelden zijn onder de kunstgrasmat voorzien van twee lagen asfalt van 35 mm en een tussenlaag van 35 mm shockpad, een rubbermateriaal dat schokken opvangt. Het kunstgras is net als in Londen in 2012 blauw voor een beter contrast met de bal.